# 33e division d'infanterie (États-Unis)
Pour les articles homonymes, voir 33e division d'infanterie.
La 33e division d'infanterie (en anglais : 33rd Infantry Division) est une division de l'armée américaine composée d'hommes de la Garde nationale de l'État de l'Illinois. L'unité a été active globalement entre 1917 et 1968.